# Warm Leatherette (versión de Grace Jones)
«Warm Leatherette» (español: «Cuero Caliente») es el tercer sencillo del álbum homónimo de Grace Jones, lanzado en 1980. El sencillo es una versión de la canción de Daniel Miller.

## Lista de canciones
- US 7" promo (?) IS 7-94993

1. «Warm Leatherette» - 4:26
2. «La Vie En Rose» - 3:35

- US 12" promo (1980) Island PRO-A-879

1. «Warm Leatherette» - 4:25
2. «Love Is The Drug» - 7:15
3. «The Hunter Gets Captured By The Game» - 3:50
4. «Bullshit» - 5:20

- Datos: Q9095559